# Ranunculus michaelis
Ranunculus michaelis är en ranunkelväxtart som beskrevs av Kovalevskya. Ranunculus michaelis ingår i släktet ranunkler, och familjen ranunkelväxter. Inga underarter finns listade i Catalogue of Life.